# Cristalloide
Un cristalloide è una sostanza non colloidale, capace, in soluzione, di diffondersi facilmente attraverso una membrana semipermeabile, come nella dialisi. L'opposto fisico di un cristalloide è un colloide, sostanza che non si dissolve e non forma vere soluzioni.